# Gare de Villeparisis - Mitry-le-Neuf
La gare de Villeparisis - Mitry-le-Neuf est une gare ferroviaire française de la ligne de La Plaine à Hirson, située sur le territoire de la commune de Mitry-Mory, proche de Villeparisis, dans le département de Seine-et-Marne en région Île-de-France.
C'est une gare de la Société nationale des chemins de fer français (SNCF) desservie par les trains de la ligne B du réseau express régional d'Île-de-France (RER).

## Situation ferroviaire

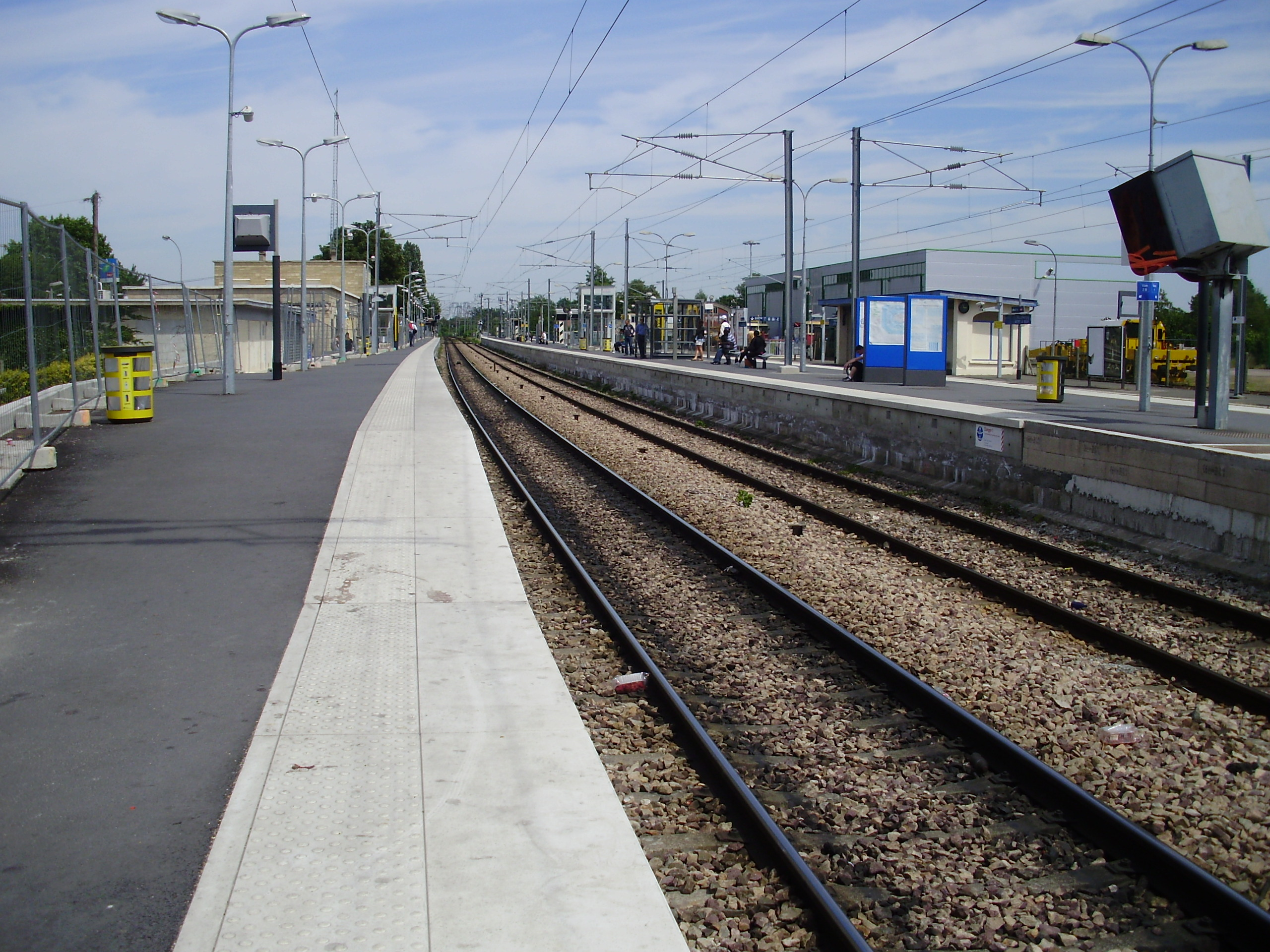
Vue des quais et des voies depuis l'extrémité ouest du quai de la voie 1B pour Mitry - Claye.

Établie à 58 mètres d'altitude, la gare de Villeparisis - Mitry-le-Neuf se situe au point kilométrique (PK) 22,795 de la ligne de La Plaine à Hirson et Anor (frontière), entre les gares du Vert-Galant et de Mitry - Claye. La gare dispose de quatre voies : la voie 2, la voie 1, la voie 2B et la voie 1B. La voie 2 est empruntée par les trains du Transilien K, des TER Hauts-de-France et Fret en provenance du nord de la France et la voie 1 est empruntée par ceux du Transilien K, des TER Hauts-de-France et Fret en provenance de Paris-Nord et du triage du Bourget.
Les voies 2B et 1B sont empruntées par les trains de la ligne B du RER en direction et en provenance de Mitry - Claye. Il existe des voies de garage. La gare dispose de trois quais : deux d’entre eux sont hauts (desservis par les trains du RER B) et le troisième est bas et non desservi sauf en période de travaux.

## Histoire
Cela fait déjà vingt ans que la compagnie des chemins de fer du Nord a ouvert cette section de ligne, lorsqu'elle propose aux communes de Mitry-Mory et Villeparisis l'ouverture d'une halte située sur la commune de Mitry-Mory mais portant le nom de Villeparisis pour qu'il n'y ait pas de confusion avec la gare de Mitry - Claye. Les deux municipalités ayant accepté la proposition, la halte est construite à côté du passage à niveau du pont de Mitry ; elle est ouverte en 1883.
L'augmentation du nombre d'habitants des communes entraîna une hausse de la fréquentation et quelques réclamations pour l'amélioration des infrastructures voire la construction d'une gare. Dans les années 1920, la compagnie et la municipalité sont d'accord pour cette évolution mais, les voyageurs ne voyant rien venir, ce projet deviendra une source d'ironie exprimée dans une chanson. Le passage à niveau est supprimé et remplacé par un passage souterrain à la fin des années 1930.

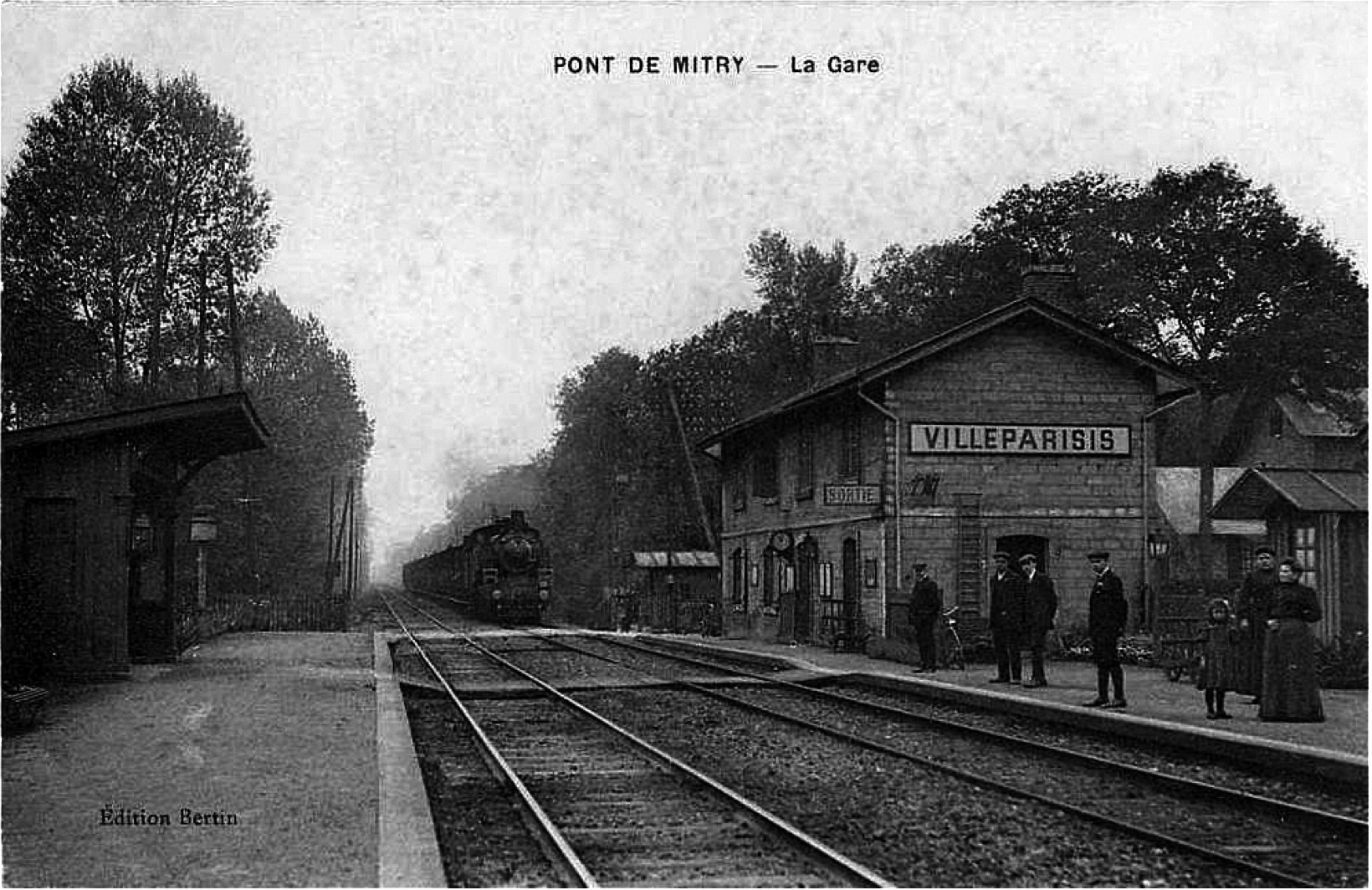
La halte de Villeparisis au début du XXe siècle.

Au début des années 1960, le vœu des habitants de Villeparisis se réalise. De grands travaux sont entrepris sur la ligne pour la mise en service du réseau express régional d'Île-de-France (RER). La ligne est électrifiée et passe à quatre voies jusqu'à Villeparisis puis à trois voies jusqu'à Mitry - Claye. En 1962, le bâtiment de l'ancienne halte est détruit et la nouvelle gare est construite. Elle est mise en service en 1963.
L'électrification des voies a lieu le 24 septembre 1963. En 1983, elle devient une gare de la ligne B du RER, sur la branche B5 qui a son terminus à Mitry - Claye.
En 2014, selon les estimations de la SNCF, la fréquentation annuelle de la gare est de 3 531 600 voyageurs.

## Service des voyageurs

### Accueil
Gare SNCF du réseau Transilien, elle offre divers services avec, notamment, une présence commerciale quotidienne. La gare est ouverte de 6 h 15 à 1 h 15 du lundi au vendredi et de 10 h 30 à 1 h 15 les samedis, dimanches et jours fériés. Elle est équipée d'automates Transilien pour la vente des titres de transport ainsi que d'un « système d'information sur les circulations des trains en temps réel ». La gare propose également divers services avec des automates ; une croissanterie est installée dans le bâtiment. Le passage sur les quais, équipés d'abris, se fait en souterrain.

### Desserte
La gare est desservie par les trains de la ligne B du RER parcourant la branche B5, qui ont leur terminus à la gare suivante de Mitry - Claye, à raison d'un train au quart d'heure en heures creuses ainsi que les week-ends, et de huit trains par heure aux heures de pointe. Le temps de trajet est, selon les trains, de 26 à 30 minutes depuis Paris-Nord.

### Intermodalité
La gare dispose d'un parc à vélos. Trois parcs relais gratuits de 90, 202 et 400 places sont aménagés pour les véhicules et une gare routière installée à proximité de la sortie du bâtiment voyageurs permet des correspondances avec la ligne 1 du réseau de bus Terres d'Envol, les lignes 2116, 2117, 2118, 2119, 2121, 2122, 2123, 2127, 2171, 2176, Mitry-le-Neuf et Villeparisis du réseau de bus Roissy Est, par les lignes 3 et 3s du réseau de bus Marne et Brie et par le service Filéo Roissy Sud.
La gare est également desservie, la nuit, par la ligne N41 du réseau de bus Noctilien.

## Galerie de photographies

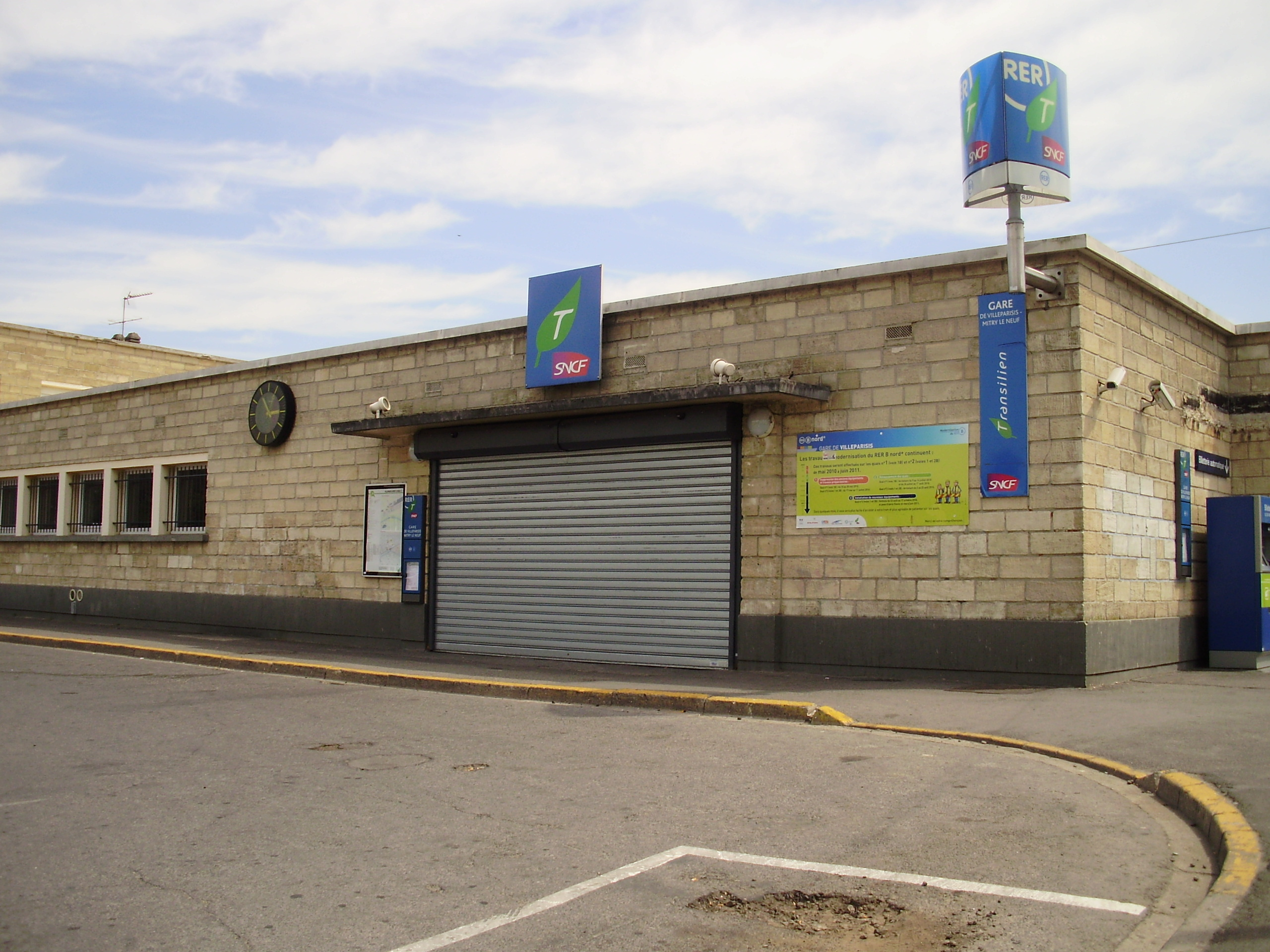
Bâtiment voyageurs en mai 2011 (guichets fermés pour travaux).
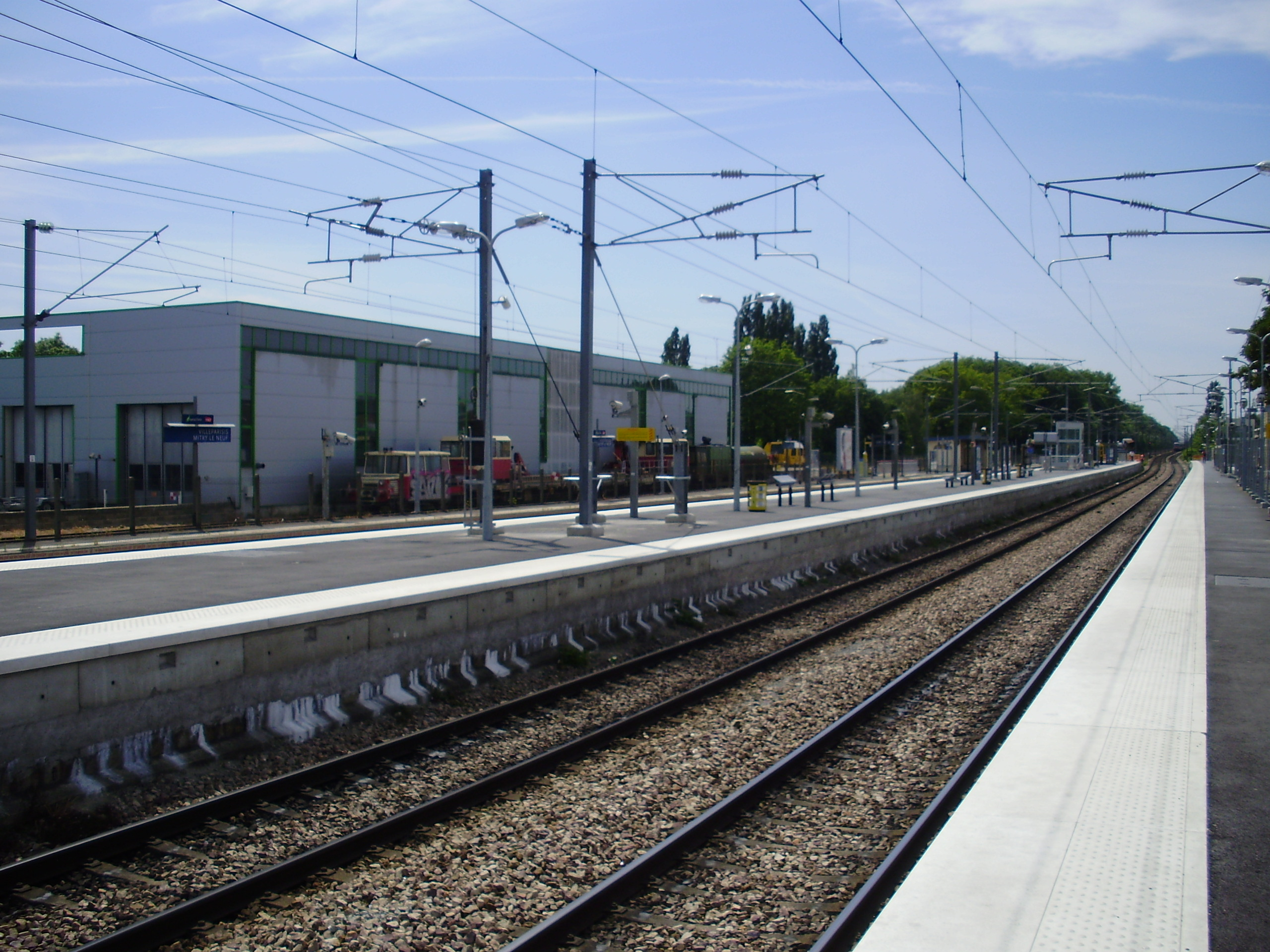
Vue d'ensemble, en regardant vers Paris, depuis l'extrémité est du quai de la voie 1B pour Mitry - Claye.
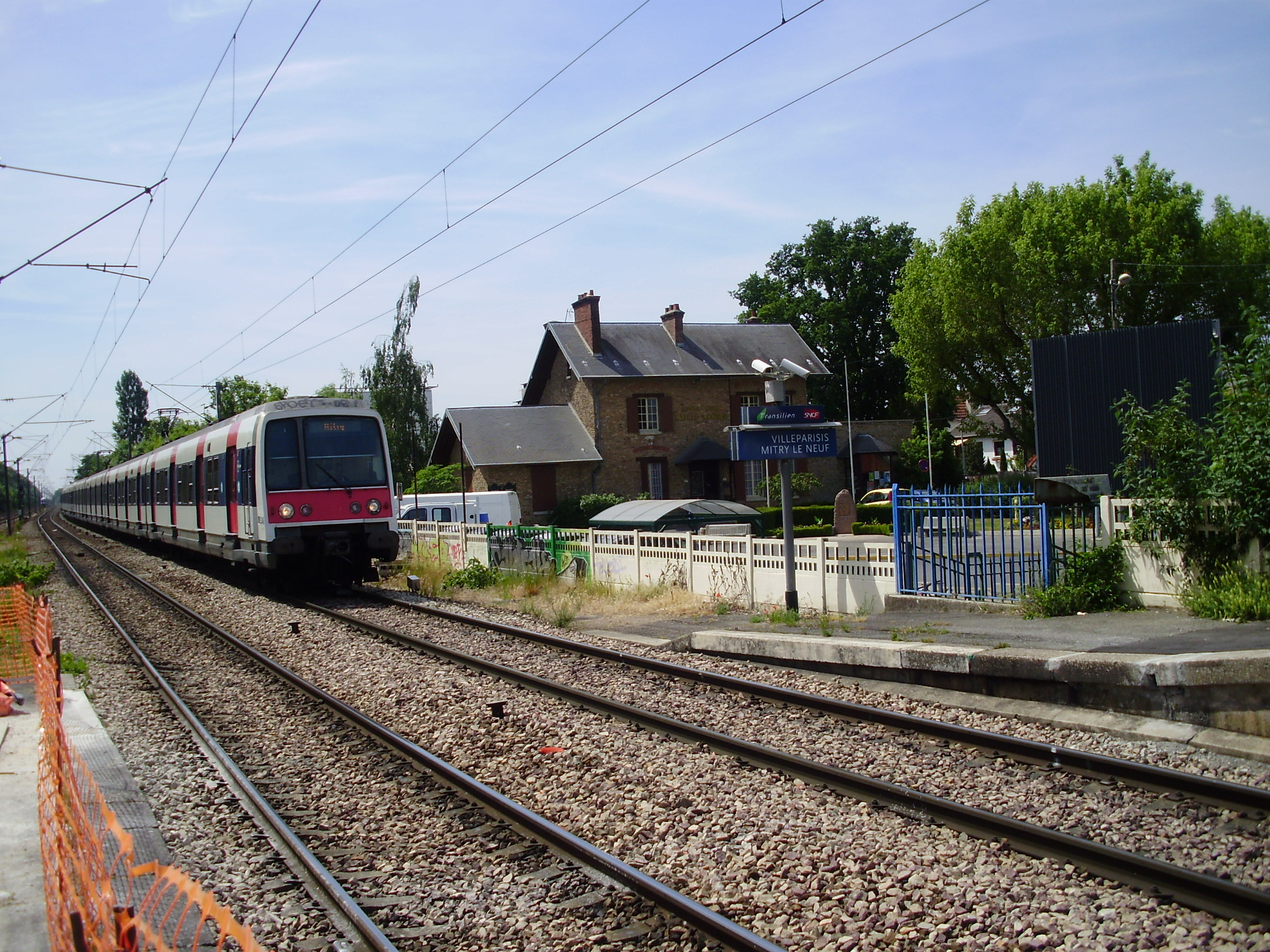
Arrivée d'un train de la ligne B du RER se dirigeant vers Mitry - Claye.
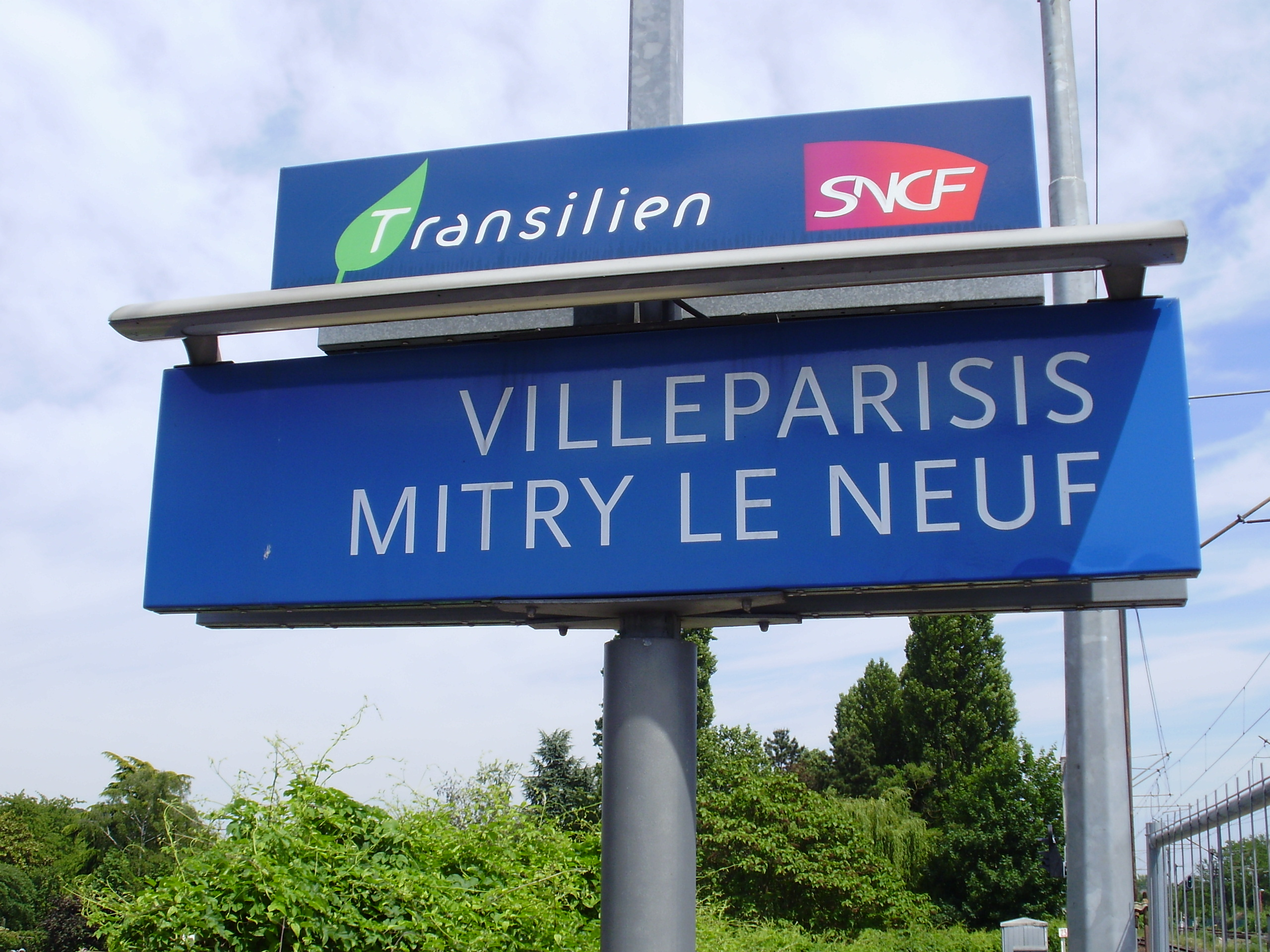
Panneau signalétique.
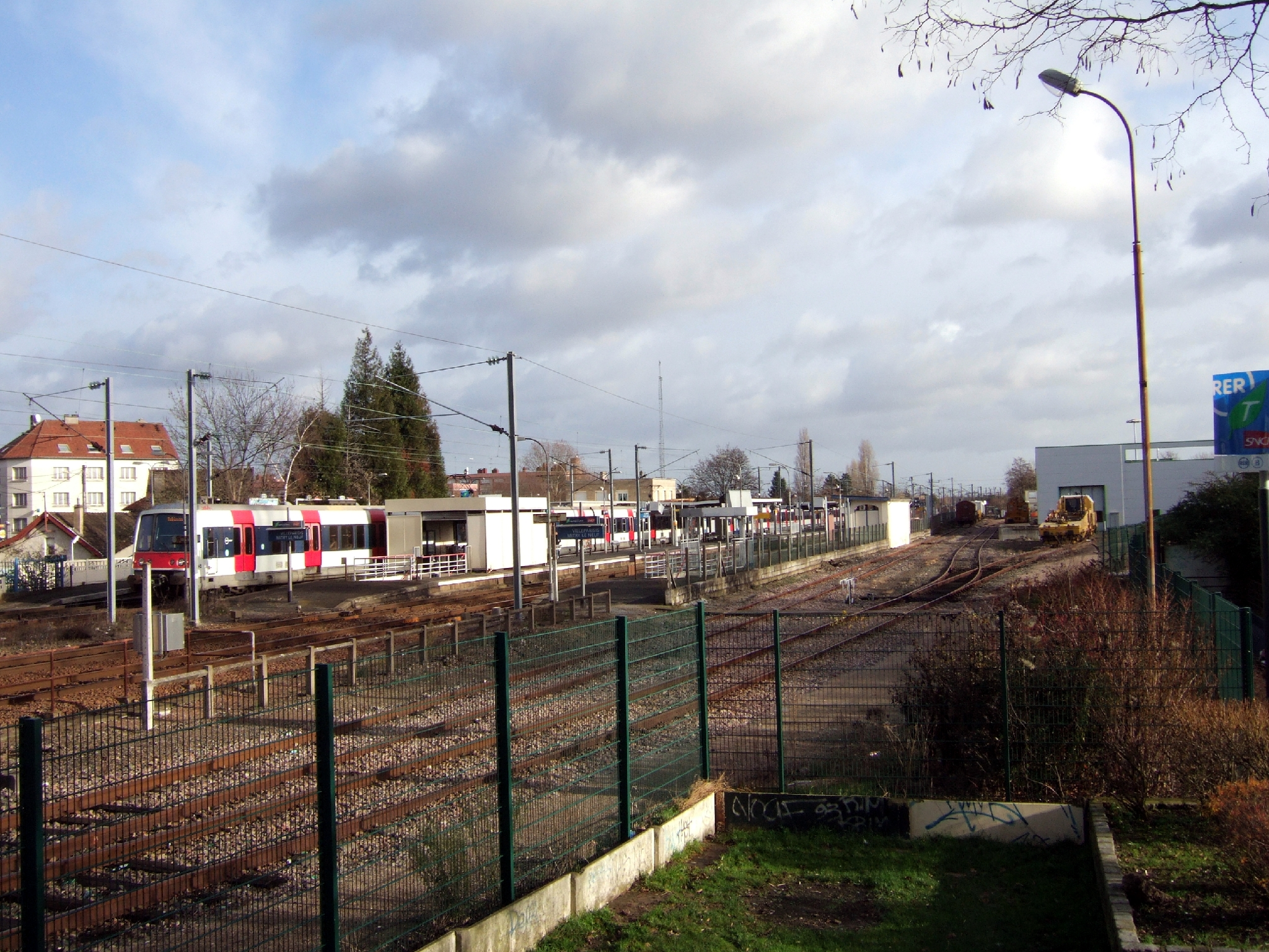
Vue d'ensemble des voies.